# توماس سیبیوک
توماس سیبیوک (انگلیسی: Thomas Sebeok; ۹ نوامبر ۱۹۲۰ در بوداپست مجارستان – ۲۱ دسامبر ۲۰۰۱ در بلومینگتون، ایندیانا) زبان‌شناس، فیلسوف، و نویسنده اهل ایالات متحده آمریکا بود. پژوهش‌های فلسفی او بر فلسفه ذهن و پژوهش‌های زبان‌شناختی‌اش بر زبان ماری متمرکز بود.
وی همچنین برندهٔ جوایزی همچون کمک‌هزینه گوگنهایم شده‌است.